# Joe Dassin
Joseph Ira Dassin, más conocido como Joe Dassin (Nueva York, 5 de noviembre de 1938-Papeete, 20 de agosto de 1980) fue un músico estadounidense y francés particularmente conocido en los países francófonos.

## Biografía
Dassin nació en Nueva York en 1938 y murió en Papeete, en la Polinesia Francesa. Su padre, Jules Dassin, fue un actor y cineasta norteamericano de ascendencia judía ruso-polaca y ucraniana, autor de obras del llamado «cine negro». Su madre, Beatrice Launer, era una virtuosa violinista de origen austro-húngaro. Dassin pasó su infancia en Nueva York con su mejor amigo Hippolyte Imbault y en Los Ángeles; siendo aún niño, acompañó al exilio en Europa a sus padres, víctimas de la política anticomunista del senador Joseph McCarthy.[cita requerida]
Después de estudiar en el Instituto Le Rosey, en Suiza, y de acabar el bachillerato en Grenoble, Dassin regresó a los Estados Unidos para estudiar etnología en la Universidad de Míchigan (Ann Arbor, Míchigan). Acabaría regresando nuevamente a Francia, donde trabajaría como técnico para su padre, apareciendo incluso en algunas de sus películas. Por intercesión de Catherine Régnier, amiga de su primera mujer, Maryse Massiera, Dassin consigue que la compañía discográfica americana CBS empiece a grabar sus canciones.[cita requerida]
Los años 1960 le vieron alcanzar sus primeros éxitos gracias a temas como «Les Dalton», «Guantanamera», «Siffler sur la colline» o «Les Champs-Élysées». Por los 70, las canciones de Dassin alcanzaron la cúspide de las listas de éxito en Francia y lo llevaron definitivamente a la fama. Era la época de «L'Amérique», «Le Moustique», «Si tu t'appelles mélancolie», «Le café des trois colombes», «À toi» y especialmente «L'été indien».[cita requerida]
Probablemente como un reconocimiento a sus padres, de ideología de izquierda, las grabaciones de Dassin fueron permitidas en la Unión Soviética. Fue también un talentoso políglota, y llegó a grabar canciones en alemán, español, italiano, griego, incluso en japonés. Además, por supuesto, del francés y del inglés.[cita requerida]
A lo largo de los años, también actuó como compositor, escribiendo canciones para otros cantantes de la época, como Mélina Mercouri, France Gall y Marie Laforêt.[cita requerida]

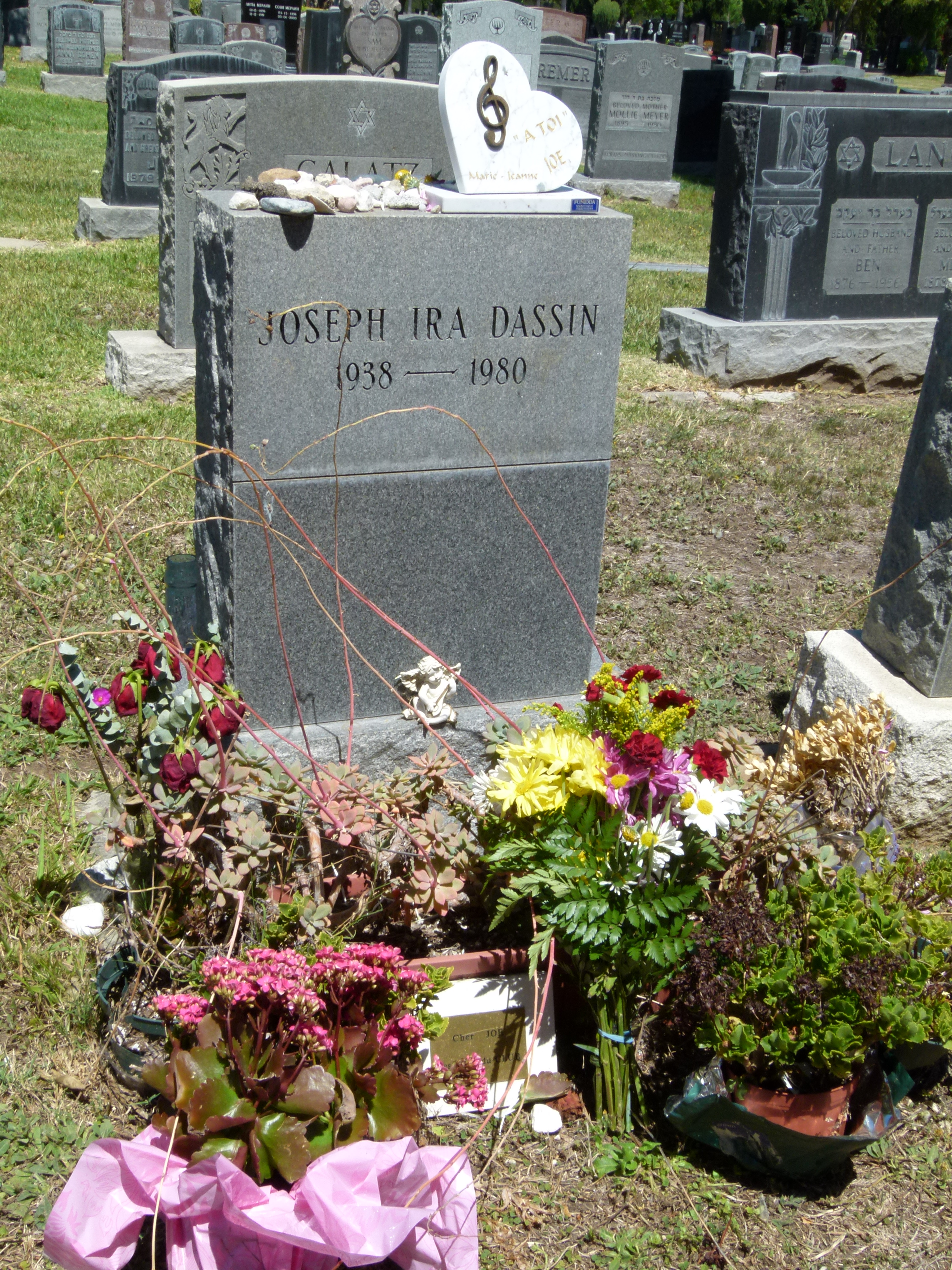
Tumba de Joe Dassin

En 1973, la muerte de su primer hijo, Joshua, lo sumió en una profunda depresión; cuatro años después, se separó de Maryse, con quien se había casado el 18 de enero de 1966. El 14 de enero de 1978 se casó en Cotignac con Christine Delvaux, a quien había conocido en Ruan dos años antes. Tendrían dos hijos: Jonathan (14 de septiembre de 1978) y Julien (22 de marzo de 1980).[cita requerida]
Dassin murió a los 41 años de un infarto de miocardio, durante sus vacaciones en Tahití, el 20 de agosto de 1980. Fue sepultado en el Hollywood Forever Cemetery, en Hollywood, California.[cita requerida]
Sobrevivieron a su muerte sus hijos, Jonathan y Julien Dassin, y sus hermanas Julie y Richelle Dassin. De entre los compositores ya fallecidos, Joe Dassin es el que genera más ingresos por derechos de autor en Francia.[cita requerida]

## Discografía
- 1966: À New York
- 1967: Les Deux Mondes de Joe Dassin
- 1969: Le Chemin de papa
- 1970: L'Amérique
- 1971: Elle était oh!...
- 1972: Joe
- 1973: 13 nouvelles chansons
- 1974: À l'Olympia (Live)
- 1975: Le Costume blanc
- 1976: Le Jardin du Luxembourg
- 1978: Les Femmes de ma vie
- 1979: 15 ans déjà
- 1979: Blue Country
- 1982: Little Italy
- 2005: Éternel (póstumo con algunas canciones inéditas)

### Sencillos
- À toi
  - A ti (cantada en español)
- A la folie (Inédita 2005)
- Aux Champs Élysées
- A chacun sa chanson
- À mon fils
- Bip Bip
- Ça va pas changer le Monde
- Cote banjo, cote violon
- Carolina
- Dans les yeux d'Emilie
- Et si tu n'existais pas
  - Y si tú no has de volver (cantada en español 1977)
- Et l'amour s'en va
- Fais la bise à ta maman
- Garoufalo St. Afti (En griego, dedicada a su madre. También conocida como "Elena". Inédita 2005)
- Guantanamera
- Il était une fois nous deux
- L'Amérique
- La bande à bonnot
- Le café des trois colombes
- Le chemin de papa
- Les Dalton
- Le dernière page
- Le dernier slow
- L'équipe à Jojo
- L'été Indien
  - Aun vivo para el amor (cantada en español)
- La fleur aux dents
- La ligne de ma vie
- e Moustique
- Le petit pain au chocolat
- Le Jardin du Luxembourg
- Le Moustique (grabada también en español como, No me moleste mosquito!)
- Salut!
- Salut les amoureux
- Siffler sur la colline
- Si tu t'appelles mélancolie
- Sorry
- Trois Caravelles (inédita 2005)